# Kampong Cham (thành phố)
Kampong Cham là tỉnh lỵ tỉnh Kampong Cham của Campuchia. Đây là thành phố lớn thứ ba của Campuchia với dân số 63.771 người (2006) và nằm bên sông Mê Kông. Thành phố nằm trên Quốc lộ 7 và cách thủ đô Phnôm Pênh 124 km về phía đông bắc, mất khoảng 2-2,5 giờ đi xe hơi hoặc ca-nô. Tọa độ của thành phố là 12.00° vĩ bắc, 105.46° kinh đông.
Năm 2001, Cầu Kizuna đã được hoàn thành và trở thành cây cầu đầu tiên bắc qua sông Mekong tại Campuchia. Cầu được xây với vốn việc trợ 56 triệu đô la Mỹ của chính phủ Nhật Bản. Với chiều dài 1500 mét, cầu đã giữ danh hiệu cầu dài nhất Campuchia cho đến khi cầu Thái Lan-Campuchia dài 1.900 mét được xây tại Koh Kong năm 2002.

## Vị trí
Theo chiều kim đồng hồ từ phía bắc, Kampong Cham giáp với huyện Kampong Siem, huyện Tbong Khmum nằm ở ranh giới phía đông. Phía nam của Kampong Cham là huyện Koh Sotin. Kampong Siem nằm ở ranh giới phía tây.

## Nhân khẩu

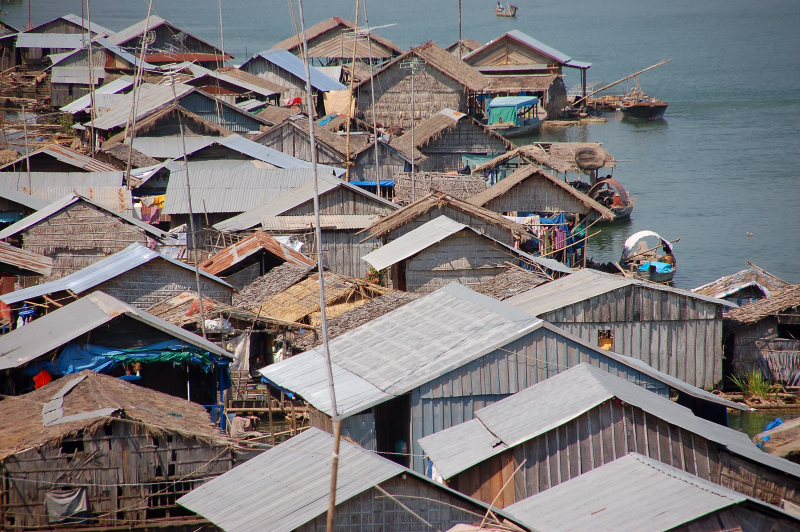
Kampong Cham

Huyện được chia thành 4 sangkat và 31 làng (phum).